# Христо Спасунин
Христо Костов Спасунин е български общественик, поет и планинар. Планински спасител. Автор на легендарната туристическа песен „Мальовица“ („Там в планината, всред дивни върхове...“). 

## Биография
Роден е на 10 април 1923 г. в Самоков. За активната си дейност като националист е изключван от гимназията, учи в Самоков, Дупница, Горна Джумая и отново в Самоков. Участва във Втората световна война. Оженва се за познатата си от самоковската гимназия тетевенчанка Виолета Пилкова. През 1948 г. са интернирани в Тетевен. Многократно е затварян и преследван. През 1951 – 1952 г. 16 месеца е концлагерист в Белене.
Основател (през 1985 г.) и водач на ежегодния Национален туристически поход „По стъпките на Хвърковатата чета на Георги Бенковски от Оборище до Костина – 21 – 25 май“. Планински спасител е и обществен деец в читалище „Съгласие“ в Тетевен.
Автор е на много стихове, поеми, легенди, статии и различни публикации на исторически, туристически и актуални теми, често публикува в печата, има много излъчвания по телевизията и радиото. През 2024 г. е удостоен посмъртно със званието „Почетен гражданин на град Тетевен“.
Умира на 15 септември 2010 г. в Тетевен.